# Alcantarea farneyi
Alcantarea farneyi es una especie  de planta perteneciente a la familia de las alcantareas. Es una especie endémica de Brasil.

## Taxonomía
Alcantarea farneyi fue descrita por (Martinelli & Costa) J.R.Grant y publicado en Tropische und subtropische Pflanzenwelt 
Etimología;
Alcantarea: nombre genérico otorgado en homenaje a Pedro de Alcántara (1840-1889), segundo emperador de Brasil.
farneyi: epíteto
Basónimo
- Vriesea farneyi Martinelli & Costa